# 卡洛斯·门西亚
内德·阿尔奈·门西亚（英語：Ned Arnel Mencía，1967年10月22日—），艺名卡洛斯·门西亚（Carlos Mencia，曾名）是洪都拉斯裔美国喜劇演員、作家与演员。他喜剧的风格经常很政治化，并探讨人種、文化、刑事司法和社会阶级问题。他最为人耳熟能详的成就是喜劇中心表演《Mind of Mencia》的主持人，在2008年取消前曾制作播出过四季。